# Тонамі (Тояма)

36°38′51″ пн. ш. 136°57′44″ сх. д. / 36.64750° пн. ш. 136.96222° сх. д.
Тона́мі (яп. 砺波市, となみし, МФА: [tonamʲi ɕi̥]) — місто в Японії, в префектурі Тояма.

## Короткі відомості
Розташоване в західній частині префектури, в центрі рівнини Тонамі. Виникло на основі сільських поселень раннього нового часу. Отримало статус міста 1954 року. Основою економіки є сільське господарство, садівництво, вирощування тюльпанів, харчова промисловість, броварництво, комерція. Станом на 1 квітня 2009 площа міста становила 126,96 км². Станом на 1 липня 2011 населення міста становило 49 443 осіб.